# Джон Дебоно
Джон Дебоно (John Debono) — мальтійський дипломат. Надзвичайний і Повноважний посол Мальти в Казахстані, Азербайджані та в Україні з резиденцією на Мальті.

## Життєпис
Посол Дебоно вільно володіє мальтійською, англійською, італійською та російською мовами.
Посол Дебоно виходить з бізнес-середовища, де він 25 років керував сімейним бізнесом, який розвивається в декількох секторах економіки, включаючи логістику, судноплавство та авіацію, машинобудування, громадське харчування, туризм, рекламу та кіновиробництво.
У 1993—1995 рр. — представляв інтереси Росії для нагляду за торговельним протоколом між Мальтинською Республікою та Російською Федерацією.
У 1996—2013 рр. — почесний консул України на Мальті.
У 2014 році — Надзвичайний і Повноважний посол Мальти в Казахстані та Азербайджані.
У 2015 році — акредитований в Україні як Надзвичайний і Повноважний посол Мальти.
26 травня 2015 року — вручив вірчі грамоти Президенту України Петрові Порошенку.

## Нагороди
- орден «За заслуги» III ступеня (20 серпня 2008) — за вагомий особистий внесок у зміцнення авторитету України у світі, популяризацію її історичних і сучасних надбань та з нагоди 17-ї річниці незалежності України[4];